# ルーク・バード
ルーク・フランシス・バード（Luke Francis Bard, 1990年11月13日 - ）は、アメリカ合衆国ノースカロライナ州シャーロット出身のプロ野球選手（投手）。右投右打。MLBのニューヨーク・ヤンキース傘下所属。

## 経歴

### プロ入りとツインズ傘下時代
2012年のMLBドラフト1巡目追補（全体42位）でミネソタ・ツインズから指名され、プロ入り。契約後、傘下のルーキー級ガルフ・コーストリーグ・ツインズでプロデビュー。アパラチアンリーグのルーキー級エリザベストン・ツインズでもプレーし、2球団合計で7試合（先発1試合）に登板して1セーブ、防御率3.86、7奪三振を記録した。
2013年はルーキー級ガルフ・コーストリーグ・ツインズ、ルーキー級エリザベストン 、A+級フォートマイヤーズ・ミラクルでプレーし、3球団合計で12試合に登板して1勝0敗、防御率3.65、9奪三振を記録した。
2014年は故障のため、全休した。
2015年はA級シーダーラピッズ・カーネルズでプレーし、28試合に登板して7勝1敗、防御率2.41、47奪三振を記録した。
2016年はA+級フォートマイヤーズとAA級チャタヌーガ・ルックアウツでプレーし、2球団合計で44試合に登板して3勝1敗2セーブ、防御率3.74、57奪三振を記録した。
2017年はAA級チャタヌーガとAAA級ロチェスター・レッドウイングスでプレーし、2球団合計で41試合に登板して4勝3敗5セーブ、防御率2.76、99奪三振を記録した。

### エンゼルス時代
2017年12月12日にルール・ファイブ・ドラフトでロサンゼルス・エンゼルスから指名され、移籍した。
2018年は開幕25人枠入りし、3月31日のオークランド・アスレチックス戦でメジャーデビュー。4月21日にDFAとなった。エンゼルスでは8試合に登板して防御率5.40、13奪三振を記録した。

### ツインズ傘下復帰
2018年4月27日、ルール・ファイブ・ドラフトの規約でツインズに戻ることになった。AAA級ロチェスターへ配属され、32試合に登板して3勝3敗1セーブ、防御率4.66、52奪三振を記録した。オフの11月2日にFAとなった。

### エンゼルス復帰
2019年2月18日にエンゼルスとマイナー契約を結び、
3月16日にメジャー契約を結んで40人枠入りした。この年メジャーでは32試合（先発3試合）に登板して3勝3敗、防御率4.78、40奪三振を記録した。
2020年は6試合に登板して防御率6.75、7奪三振を記録した。
2021年は臀部の故障及び手術のためシーズンを全休し、レギュラーシーズン終了後にFAとなった。

### レイズ時代
2022年3月24日にタンパベイ・レイズとマイナー契約を結び、スプリングトレーニングに招待選手として参加することになった。開幕を傘下のAAA級ダーラム・ブルズで迎え、5月18日にメジャー契約を結んで40人枠入りした（メジャー昇格はせずにそのままAAA級ダーラム所属）。その後、6月7日に昇格すると、翌8日のセントルイス・カージナルス戦で2年ぶりにメジャー登板した。8月1日にギャレット・クレービンジャーの加入に伴い、DFAになった。

### ヤンキース時代
2022年8月5日にウェイバー公示を経てニューヨーク・ヤンキースへ移籍した。9月7日にDFAとなり、10日にマイナー契約で傘下のAAA級スクラントン・ウィルクスバリ・レイルライダースへ配属された。

## 投球スタイル
フォーシームの回転数はメジャー最高峰である。

## 家族
5歳年上の兄のダニエル・バードもプロ野球選手（投手）である。
また、従兄弟にも同じくプロ野球選手（外野手）のジョン・アンドレオリがいる。

## 詳細情報

### 年度別投手成績
| 年 度    | 球 団    | 登 板 | 先 発 | 完 投 | 完 封 | 無 四 球 | 勝 利 | 敗 戦 | セ 丨 ブ | ホ 丨 ル ド | 勝 率 | 打 者 | 投 球 回 | 被 安 打 | 被 本 塁 打 | 与 四 球 | 敬 遠 | 与 死 球 | 奪 三 振 | 暴 投 | ボ 丨 ク | 失 点 | 自 責 点 | 防 御 率 | W H I P |
| -------- | -------- | ----- | ----- | ----- | ----- | -------- | ----- | ----- | -------- | ----------- | ----- | ----- | -------- | -------- | ----------- | -------- | ----- | -------- | -------- | ----- | -------- | ----- | -------- | -------- | ------- |
| 2018     | LAA      | 8     | 0     | 0     | 0     | 0        | 0     | 0     | 0        | 0           | ----  | 53    | 11.2     | 10       | 4           | 5        | 1     | 3        | 13       | 1     | 0        | 7     | 7        | 5.40     | 1.29    |
| 2019     | LAA      | 32    | 3     | 0     | 0     | 0        | 3     | 3     | 0        | 1           | .500  | 199   | 49.0     | 41       | 8           | 13       | 1     | 5        | 40       | 5     | 1        | 27    | 26       | 4.78     | 1.10    |
| 2020     | LAA      | 6     | 0     | 0     | 0     | 0        | 0     | 0     | 0        | 1           | ----  | 23    | 5.1      | 7        | 2           | 0        | 0     | 0        | 7        | 0     | 1        | 4     | 4        | 6.75     | 1.31    |
| 2022     | TB       | 8     | 0     | 0     | 0     | 0        | 1     | 1     | 0        | 0           | .500  | 56    | 14.0     | 7        | 0           | 7        | 0     | 2        | 8        | 0     | 1        | 3     | 3        | 1.93     | 1.00    |
| 2022     | NYY      | 1     | 0     | 0     | 0     | 0        | 0     | 0     | 0        | 0           | ----  | 3     | 1.0      | 0        | 0           | 0        | 0     | 0        | 0        | 0     | 0        | 0     | 0        | 0.00     | 0.00    |
| '22計    | NYY      | 9     | 0     | 0     | 0     | 0        | 1     | 1     | 0        | 0           | .500  | 59    | 15.0     | 7        | 0           | 7        | 0     | 2        | 8        | 0     | 1        | 3     | 3        | 1.80     | 1.00    |
| MLB：4年 | MLB：4年 | 55    | 3     | 0     | 0     | 0        | 4     | 4     | 0        | 2           | .500  | 334   | 81.0     | 65       | 14          | 25       | 2     | 10       | 68       | 6     | 3        | 41    | 40       | 4.44     | 1.11    |

- 2022年度シーズン終了時

### 年度別守備成績
| 年 度 | 球 団 | 投手（P） | 投手（P） | 投手（P） | 投手（P） | 投手（P） | 投手（P） |
| 年 度 | 球 団 | 試 合     | 刺 殺     | 補 殺     | 失 策     | 併 殺     | 守 備 率  |
| ----- | ----- | --------- | --------- | --------- | --------- | --------- | --------- |
| 2018  | LAA   | 8         | 2         | 2         | 0         | 0         | 1.000     |
| 2019  | LAA   | 32        | 3         | 1         | 0         | 1         | 1.000     |
| 2020  | LAA   | 6         | 0         | 0         | 0         | 0         | ----      |
| MLB   | MLB   | 46        | 5         | 3         | 0         | 1         | 1.000     |

- 2021年度シーズン終了時

### 背番号
- 65（2018年）
- 39（2019年 - 2020年）
- 46（2022年 - 同年7月31日）
- 68 （2022年8月28日）